# Эггер, Луис
Луис Эггер (нем. Luis Egger; 19 апреля 1921, Санта-Вальбурга — 17 января 1982) — австрийский общественный и политический деятель.

## Биография
Родился 19 апреля 1921 года в Санта-Вальбурге в бедной многодетной семье. С детства его семья подвергалась притеснениям со стороны итальянских фашистов. С 1940 по 1945 годы служил в итальянской армии в горнострелковых альпийских войсках, в конце войны сдался в плен американцам и вернулся в 1947 году домой из лагеря. В 1953 году женился на Марии Цёшг.
В молодости Эггер вступил в Комитет освобождения Южного Тироля, сочувствуя своим соотечественникам. В 1959 году им была создана стрелковая рота Санкт-Вальбурга, в которой он служил в звании капитаном. В 1961 году Луис участвовал в организации «Огненной ночи». 17 августа 1961 был арестован и посажен под арест в казарме Сент-Панкрац, где подвергался побоям.
За время пребывания в тюрьме Луис получил травму головы, что привело к серьёзной потере слуха и инвалидности. В 1966 году из-за проблем со здоровьем освобождён из тюрьмы, занялся деятельностью по охране природы, но при этом продолжил выступать за права южных тирольцев и бороться за реабилитацию членов Комитета. 17 января 1982 Луис Эггер, чьё здоровье было подорвано во время ареста, умер от инсульта.
С 2009 года Стрелковая рота Санкт-Вальбурга носит его имя.